# Вулиця Академіка Підстригача
Вулиця Академіка Підстригача — вулиця у Франківському районі міста Львова, місцевість Боднарівка. Сполучає вулиці Наукову та Трускавецьку.

## Історія та забудова
Вулиця прокладена у другій половині XX століття, у 1972 році отримала офіційну назву Фізична. У 1993 році вулиця отримала сучасну назву, на честь українського вченого в галузі теоретичної механіки, академіка Ярослава Підстригача.
Забудову вулиці складають промислові-офісні споруди 1970-х—1980-х років. Під № 2 — Державне підприємство «Львівський державний ювелірний завод», під № 3 — житловий комплекс «Ювелірний», збудований у 2014 році.
Занедбаний довгобуд на перехресті вулиць Трускавецької—Академіка Підстригача перебудують у чотириповерховий торгово-офісний центр. У підвалі будівлі також облаштують паркінг на 31 місце. Відповідне рішення 18 лютого 2022 року прийняв виконавчий комітет Львівської міської ради. 